# Уго II д’Есте
Вижте пояснителната страница за други личности с името Уго д’Есте.
Уго II д’Есте (на италиански: Ugo d'Este, * 18 октомври 1344 във Ферара, † 1 август 1370) от фамилията Есте е италиански аристократ.

## Произход
Син е на Обицо III д’Есте (1294–1352), маркиз на Ферара и господар на Модена, и на втората му съпруга Липа Ариости. Има шест братя и три сестри:
- Беатриче (* 1332; † 1387), княгиня на Анхалт-Цербст като съпруга на Валдемар I
- Алда (* 1333; † 1381), маркграфиня на Мантуа като съпруга на Луиджи (Лудовико) II Гонзага
- Риналдо (* 1334; † 1348)
- Алдобрандино III (* 1335; † 1361), господар на Ферара и Ровиго (1352 – 1361), имперски викарий на Модена (1354 – 61), съпруг на Беатриче ди Камино
- Николо II „Куция“ (* 1338; † 1388), господар на Ферара и Ровиго (1361 – 88), господар на Модена (1352 – 88), господар на Фаенца (1376 – 77), съпруг на Виридис дела Скала
- Ацо (* 1340; † 1349)
- Фолко (* 1342, † 1356/58) или извънбрачен от неизвестна жена
- Костанца (* 1343; † 1392) или извънбрачна от неизвестна жена, господарка на Римини като съпруга на Малатеста IV Малатеста
- Алберто V (* 1347; † 1393) или извънбрачен от неизвестна жена, господар на Ферара, Модена и Реджо (1361/88 – 93), основател на Ферарския университет (1391), съпругна Джована ди Роберти и на Изота Алберезани.

Има и двама, трима или четирима полубратя от извънбрачни връзки на баща си.

## Биография
Уго се жени на 29 юли 1363 г. за Констанца Малатеста († 15 октомври 1378), дъщеря на Галеото Унгаро Малатеста, господар на Римини, който от 1362 г. е женен за сестра му Костанца д’Есте (1343–1392).
Погребан е в църквата „Сан Франческо“ във Ферара.